# Radhanath Sikdar
Radhanath Sikdar (en bengalí: রাধানাথ শিকদার; 5 d'octubre de 1813 - 17 de maig de 1870) va ser un matemàtic indi que és més conegut per calcular l'alçada de l'Everest.

## Gran enquesta trigonomètrica
El 1831, George Everest, l'Agrimensor General de l'Índia, buscava un matemàtic especialitzat en trigonometria esfèrica, perquè poguessin formar part del Gran Estudi trigonomètric (GTS, de l'anglès: Great Trigonometrical Survey). El 1832, sota el lideratge de George Everest, es va completar la sèrie longitudinal de l'enquesta "triangle" des de Seronj (Madhya Pradesh) fins a Calcuta (Bengala Occidental).
Mentre encara treballava en la cartografia de Calcuta, Everest havia començat la recerca d'un matemàtic, i aviat, John Tytler, professor de matemàtiques a l'Hindu College, ara conegut com a Presidency University, va recomanar al seu alumne de 19 anys, Radhanath Sikdar.
Radhanath, estudiant de la universitat des de 1824, va ser un dels dos primers indis a llegir els Principia d'Isaac Newton i el 1832; havia estudiat els Elements d'Euclides, el Fluxion de Thomas Jephson i la "Geometria Analítica i Astronomia" per Windhouse. Inspirant-se en aquests prestigiosos treballs, va idear un nou mètode per dibuixar una tangent comuna a dos cercles, quan només era un adolescent. Hi havia pocs dubtes sobre la competència de Radhanath en la seva matèria, i va aconseguir la feina al GTS el 19 de desembre de 1831 com a "ordinador" amb un sou de trenta rupies al mes.
Aviat va ser enviat a Sironj, prop de Dehradun. Tot i que altres set "ordinadors" bengalís van treballar al seu costat, Radhanath aviat va mostrar les seves habilitats superiors en matemàtiques i es va convertir en el col·lega favorit de George Everest. Tant és així, que una vegada va aturar el seu trasllat a un altre departament. La feina de Radhanath era fer estudis geodèsics: l'estudi de l'orientació de la forma geomètrica de la Terra a l'espai i al camp gravitatori. No només va utilitzar els mètodes establerts, sinó que va inventar els seus propis per mesurar amb precisió aquests factors.
George Everest es va retirar el 1843 i el va succeir el coronel Andrew Scott Waugh. Vuit anys més tard, el 1851, Radhanath va ser ascendit a la posició d'ordinador en cap i transferit a Calcuta. Aquí, també va ser superintendent del Departament de Meteorologia.
Per ordre del coronel Waugh, Radhanath va començar a mesurar l'alçada de les muntanyes. El brillant matemàtic, que potser mai no havia vist l'Everest, va descobrir el 1852 que el Kangchenjunga, que es considerava el més alt del món, no ho era realment. En recopilar dades sobre l'Everest a partir de sis observacions, finalment va arribar a la conclusió que era el més alt del món.
Va ser durant els càlculs de les observacions del nord-est que Radhanath havia calculat l'alçada del pic XV exactament a 29.000 peus (8.839 m), però Waugh va afegir dos peus arbitraris perquè tenia por que la xifra del Sikdar es considerés un nombre arrodonit en lloc de un precís. Va anunciar oficialment aquesta troballa el març de 1856, i aquesta va romandre a l'alçada de l'Everest fins que una enquesta india va tornar a calcular que era de 29.029 peus o 8.848 m el 1955.
Els avenços tecnològics, les dades dels milers d'escaladors i el descobriment de diferents rutes per arribar al cim han donat lloc a un càlcul més precís de l'alçada de l'Everest, un cim que creix a un ritme de 4 mm cada any i que avança lentament cap al nord-est cada any que passa.

## Altres
Sembla que si bé Everest i Waugh el van lloar per les seves excepcionals habilitats matemàtiques, les seves relacions amb l'administració colonial estaven lluny de ser cordials. Es consten dos casos concrets.
El 1851, el Departament d'Enquesta va publicar un manual d'enquesta (eds. Cap. HL Thullier i Cap. F. Smyth). El prefaci del Manual esmenta que els capítols més tècnics i matemàtics del Manual van ser escrits per Babu Radhanath Sikdar. El Manual va resultar ser immensament útil per als agrimensors. Tanmateix, la tercera edició, publicada el 1875 (és a dir, després de la mort de Sikdar) no contenia aquest prefaci, de manera que la contribució memorable de Sikdar va ser desconeguda. L'incident va ser condemnat per una secció d'aparelladors britànics. El diari Friend of India de 1876 ho va anomenar "robatori de morts".
També consta que Sikdar va ser multat amb una suma de 200 rúpies el 1843 per haver protestat amb vehemència contra l'explotació il·legal dels treballadors del departament d'enquesta per part del magistrat Vansittart. L'incident es va informar amb detall a The Bengal Spectator editat per Ramgopal Ghosh.
El 1854, Sikdar juntament amb el seu amic Peary Chand Mitra van crear la revista bengalí Masik Patrika, per a l'educació i l'empoderament de les dones. Solia escriure amb un estil senzill i desordenat, força atípic per a l'època.
Sikdar s'havia retirat del servei l'any 1862, i més tard va ser nomenat professor de matemàtiques a la Institució de l'Assemblea General (avui Scottish Church College).
Va morir el 17 de maig de 1870 a Gondalpara (Chandannagar), a la seva vil·la al costat del Ganges.

## Reconeixement
En reconeixement del geni matemàtic de Sikdar, la Societat Filosòfica Alemanya el va convertir en membre corresponent el 1864, un honor molt rar.
El Departament de Correus del Govern de l'Índia va llançar un segell postal el 27 de juny de 2004, commemorant l'establiment del Great Trigonometric Survey a Chennai, Índia el 10 d'abril de 1802. Els segells presenten Radhanath Sikdar i Nain Singh, dos contribuents importants a la societat. El Gran Arc es refereix a l'exploració sistemàtica i l'enregistrament de tota la topografia del subcontinent indi que va ser encapçalada pel Great Trigonometric Survey.